# Tirisco
No âmbito da cultura caipira do interior paulista, tirisco é uma espécie de brincadeira feita com visitantes leigos que chegam às pequenas cidades do interior do estado e que são convidados a caçar um pequeno animal de nome "tirisco", que todavia não existe de fato. O jornalista brasileiro José Hamilton Ribeiro, autor de diversas obras sobre a cultura caipira, descreve o fictício animal como um "bichinho do mato", algo entre o coelho e a perdiz. Uma vez armada a brincadeira com o incauto visitante, o sujeito é orientado a segurar um saco nas mãos, batendo numa caixa para atrair o animal durante a noite. Quando menos esperava, o sujeito era deixado sozinho no meio do mato, enquanto todos iam ao bar, beber, dar risada e esperar que ele percebesse a travessura.
Em 1996, o Jornalista Marcondes Serotini Filho lançou o livro Os caçadores de tirisco, pela Editora Edicon.